# Botanophila jacobaeae
Botanophila jacobaeae är en tvåvingeart som först beskrevs av Hardy 1872.  Botanophila jacobaeae ingår i släktet Botanophila och familjen blomsterflugor. Arten har ej påträffats i Sverige. Inga underarter finns listade i Catalogue of Life.